# نيك باومغارتنر
نيك باومغارتنر (بالإنجليزية: Nick Baumgartner)‏ هو سائق سيارة سباق أمريكي، ولد في 17 ديسمبر 1981 في أيرون ريفر في الولايات المتحدة.

## وصلات خارجية
- نيك باومغارتنر على موقع الاتحاد الدولي للتزلج (ركوب لوح الثلج) (الإنجليزية)
- نيك باومغارتنر على موقع اللجنة الأولمبية الدولية (الإنجليزية)
- نيك باومغارتنر على موقع أوليمبيديا (الإنجليزية)
- نيك باومغارتنر على موقع اللجنة الأولمبية والبارالمبية الأمريكية (الإنجليزية)
- نيك باومغارتنر على موقع ألعاب إكس (مؤرشف) (الإنجليزية)